# Сомервелл (округ)
Округ Сомервелл (англ. Somervell county) — округ штата Техас Соединённых Штатов Америки. На 2000 год в нем проживало 6809 человек. По оценке бюро переписи населения США в 2009 году население округа составляло 8031 человек. Окружным центром является город Глен-Роз.

## История
Округ Сомервелл был сформирован в 1875 году. Он был назван в честь Александра Сомервелла, солдата техасской революции.

## География
По данным бюро переписи населения США площадь округа Сомервелл составляет 497 км², из которых 485 км² — суша, а 12 км² — водная поверхность (2,46 %).

### Основные шоссе
- Шоссе 67
- Автострада 144

### Соседние округа
- Худ  (север)
- Джонсон  (восток)
- Боске  (юг)
- Ират  (запад)